# Griffenbach
Der Griffenbach ist ein linker Nebenfluss der Gurk in Kärnten, Österreich.

## Name
Der Bach wurde im 12. Jahrhundert („rivulus influit Griuinam“) erstmals urkundlich erwähnt. Der Name leitet sich als Stellenbezeichnung vom slawischen *Krivina mit der Bedeutung „Ort an der Flusskrümmung“ ab. Später wurde der Name auf den Fluss übertragen wurde.

## Verlauf

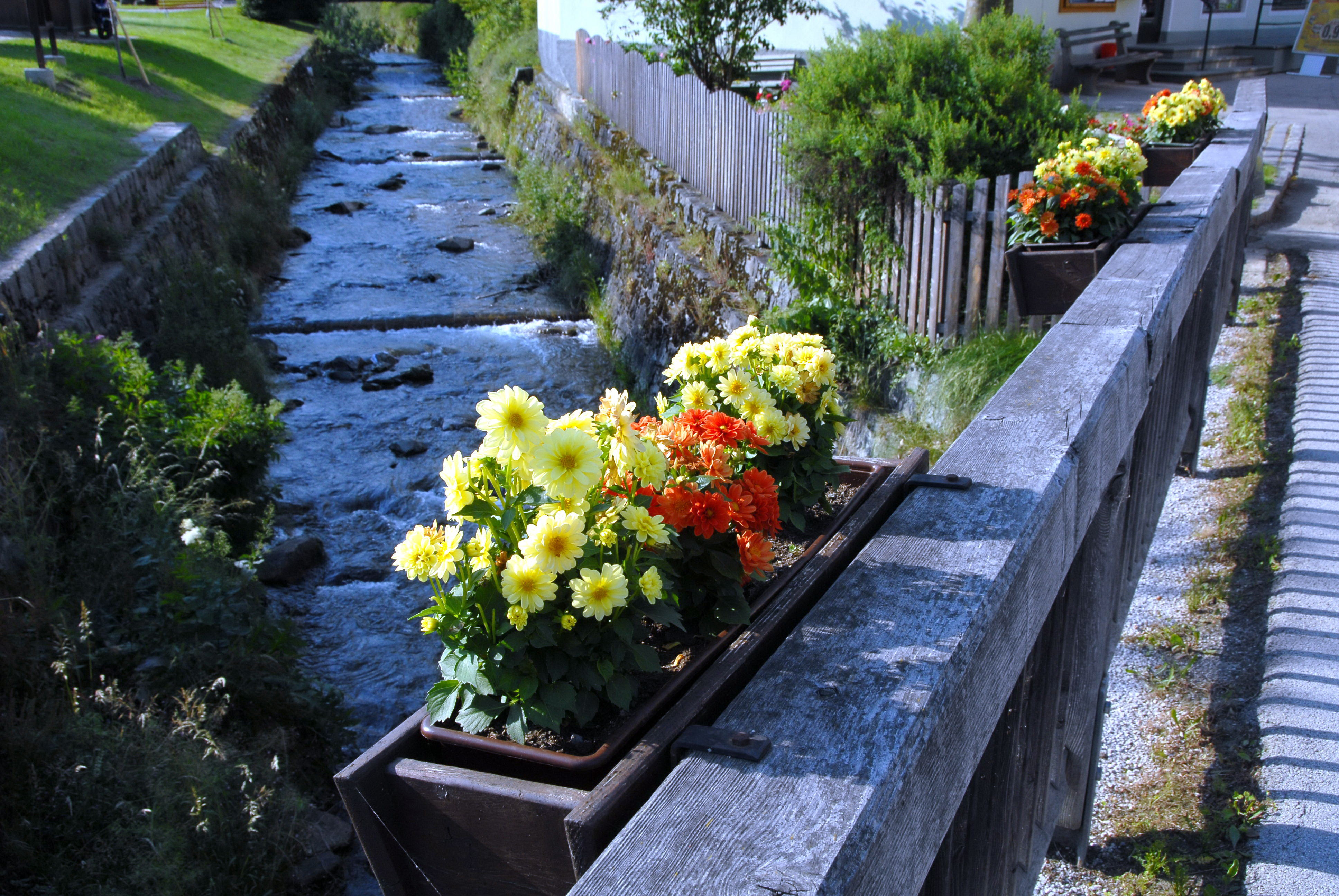
Griffenbach in Deutsch-Griffen

Der Griffenbach entspringt in den Östlichen Nockbergen, etwa 4 km ostsüdöstlich der Lattersteighöhe in der Gemeinde Deutsch-Griffen. Der Bach fließt durchwegs in südöstliche Richtung durch die Streusiedlungen Gray, Tanzenberg und Hintereggen. Nachdem er den Gemeindehauptort Deutsch-Griffen durchfließt, empfängt er von rechts den von Hochrindl herabkommenden Lammbach, der mit einem Einzugsgebiet von mehr als 12 km der größte Nebenfluss des Griffenbachs ist.  Der Griffenbach fließt weiter durch Göschelsberg und wendet sich dann nach links in nordöstliche Richtung auf Leßnitz zu. Er erreicht die Gurktal Straße, verlässt hier die Gemeinde Deutsch-Griffen, und fließt auf den letzten etwa 25 m seines Laufs im Gebiet der Gemeinde Albeck.
Die Länge des Griffenbachs beträgt etwa 13,3 Kilometer, sein Einzugsgebiet 48,8 Quadratkilometer.